# Кайдан Стефан Захарович
Кайда́н Стефа́н Заха́рович (нар. 1897, село Терехівка, Чернігівський повіт, Чернігівська губернія — пом. 22 листопада 1921, містечко Базар, Базарська волость, Овруцький повіт, Волинська губернія) — козак 4-ї гарматної бригади 4-ї Київської дивізії Армії УНР, Герой Другого Зимового походу.

## Життєпис
Народився у 1897 році в селі Терехівка Чернігівського повіту Чернігівської губернії в українській селянській родині. Закінчив 1 клас міністерського училища.
Працював чорноробочим.
Не входив до жодної партії.
В Армії УНР із 1919 року.
Під час Другого Зимового походу — козак 4-ї гарматної бригади 4-ї Київської дивізії.
Потрапив у полон 17 листопада 1921 року під час бою під селом Малі Міньки.
Розстріляний більшовиками 22 листопада 1921 року у місті Базар.
Реабілітований 27 квітня 1998 року.

## Вшанування пам'яті
- Його ім'я вибите серед інших на Меморіалі Героїв Базару.